# Baron Silsoe

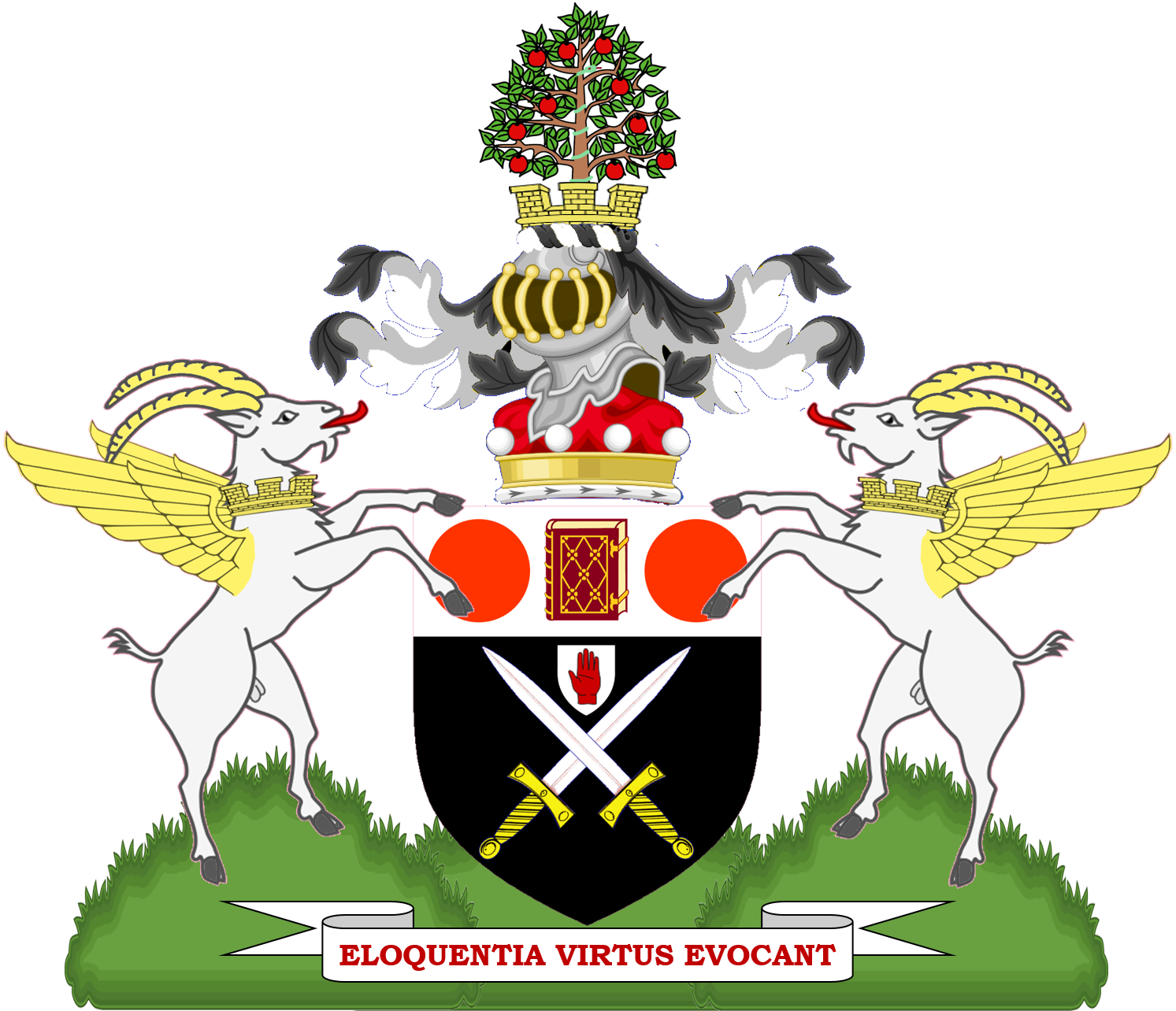
Wappen der Barone Silsoe

Baron Silsoe, of Silsoe in the County of Bedford, ist ein erblicher britischer Adelstitel in der Peerage of the United Kingdom.

## Verleihung und nachgeordnete Titel
Der Titel wurde am 18. Januar 1963 für den konservativen Unterhausabgeordneten Sir Malcolm Eve, 1. Baronet geschaffen. Bereits am 18. Januar 1943 war ihm in der Baronetage of the United Kingdom der fortan nachgeordnete Titel Baronet, of Silsoe in the County of Bedford, verliehen worden.
Heutiger Titelinhaber ist seit 2005 sein Enkel Simon Eve als 3. Baron.

## Liste der Barone Silsoe (1963)
- Malcolm Eve, 1. Baron Silsoe (1894–1976)
- David Eve, 2. Baron Silsoe (1930–2005)
- Simon Eve, 3. Baron Silsoe (* 1966)

Titelerbe (Heir Presumptive) ist der Onkel des aktuellen Titelinhabers, Hon. Peter Eve (* 1930).